# Jakow Czeriewiczenko
Jakow Timofiejewicz Czeriewiczenko (ros. Я́ков Тимофе́евич Черевиче́нко, ur. 30 września?/12 października 1894 we wsi Nowosiołowka w Obwodzie Wojska Dońskiego, zm. 4 lipca 1976 w Moskwie) – radziecki dowódca wojskowy, generał pułkownik.

## Życiorys
Urodzony w ukraińskiej rodzinie chłopskiej, 1914-1918 służył w rosyjskiej armii, uczestnik I wojny światowej jako starszy podoficer, od listopada 1917 do 1918 członek Czerwonej Gwardii, następnie Armii Czerwonej. Od 1919 członek RKP(b), kolejno dowódca plutonu, eskadronu i pułku, potem pułku kawalerii, 1921 ukończył Kursy Kaukaskie, a 1924 Wyższą Szkołę Kawalerii. Od 1927 dowódca i komisarz pułku kawalerii, 1935 ukończył Wojskową Akademię im. Frunzego, 1935-1938 dowódca 31 Dywizji Kawalerii w stopniu pułkownika, a od 17 lutego 1938 kombryga. W sierpniu 1938 dowódca 2 Korpusu Kawalerii, 3 sierpnia 1938 awansowany na komdywa, a 4 listopada 1939 komkora, w listopadzie 1939 dowódca 3 Korpusu Kawalerii, później dowódca grupy kawalerii. W czerwcu-lipcu 1940 dowódca armijnej grupy kawaleryjskiej Frontu Południowego, 4 czerwca 1940 otrzymał stopień generała porucznika, od lipca 1940 do czerwca 1941 dowódca wojsk Odeskiego Okręgu Wojskowego, 22 lutego 1941 awansowany na generała pułkownika. Od 20 lutego 1941 do 21 lutego 1947 zastępca członka KC WKP(b), od czerwca do 29 września 1941 dowódca 9 Armii Frontu Południowego, od 29 września do 4 października 1941 dowódca 21 Armii Frontu Południowo-Zachodniego, od 5 października do 24 grudnia 1941 dowódca Frontu Południowego, dowodził siłami Armii Czerwonej m.in. w bitwie o Rostów. Od 24 grudnia 1941 do 2 kwietnia 1942 dowódca Frontu Briańskiego, potem zastępca dowódcy Frontu Krymskiego, od 29 lipca do 1 września 1942 dowódca Nadmorskiej Operacyjnej Grupy Wojsk Frontu Północno-Kaukaskiego, we wrześniu 1942 dowódca Czarnomorskiej Grupy Wojsk Frontu Zakaukaskiego. Od października 1942 do lutego 1943 dowódca 5 Armii, od 1943 do stycznia 1944 dowódca wojsk Charkowskiego Okręgu Wojskowego, od stycznia 1944 do kwietnia 1945 w dyspozycji Stawki Najwyższego Naczelnego Dowództwa, od 27 kwietnia 1945 dowódca 7 Korpusu Piechoty, uczestnik szturmu na centrum Berlina, po wojnie do kwietnia 1950 zastępca dowódcy wojsk Taurydzkiego Okręgu Wojskowego. 1941-1946 deputowany do Rady Najwyższej ZSRR 1 kadencji.

## Ordery i odznaczenia
- Order Lenina (dwukrotnie)
- Order Rewolucji Październikowej
- Order Czerwonego Sztandaru (czterokrotnie, m.in. 22 lutego 1938)
- Order Kutuzowa I klasy
- Order Suworowa II klasy
- Order Czerwonej Gwiazdy
- Medal jubileuszowy „XX lat Robotniczo-Chłopskiej Armii Czerwonej”
- Medal „Za zwycięstwo nad Niemcami w Wielkiej Wojnie Ojczyźnianej 1941–1945”
- Medal „Za zdobycie Berlina”
- Medal za Odrę, Nysę, Bałtyk

I inne.